# Uranylfluorid
Uranylfluorid (UO2F2) ist eine Uranverbindung, die ein Zwischenprodukt bei der Umwandlung von Uranhexafluorid UF6 in ein Uranoxid oder in die metallische Form des Urans ist, es entsteht ferner bei der Reaktion von UF6 mit Luftfeuchtigkeit.

## Eigenschaften
Uranylfluorid ist ein hellgelber, grünlichstichiger Festkörper, dessen Farbintensität etwas variiert. Gut kristallines Uranylfluorid ist nur wenig hygroskopisch. Oberhalb von 300 °C zerfällt UO2F2 – je nach Temperatur und Sauerstoffdruck – in HF und UO3 bzw. U3O8.

## Toxizität
Akute Toxizität geht hauptsächlich von den Fluoridionen der Verbindung aus (Fluorose). Uranylfluorid ist, wie alle Uranverbindungen, sehr giftig. Seine Radioaktivität spielt bezüglich der Gefährlichkeit eine geringere Rolle, obwohl man gewisse Strahlenschutzvorkehrungen treffen sollte, wenn angereichertes Uran (235U) in der Verbindung vorhanden ist, da Natururan ein Alphastrahler ist. Der Stoff ist ätzend und gefährlich beim Einatmen, beim Verschlucken oder Hautkontakt. Eine Inkorporation durch Inhalation oder Verschlucken kann sich verheerend auf den Organismus auswirken. Die Folgen können mit Verzögerung auftreten.